# Ruská prozatímní vláda
Ruská prozatímní vláda byl přechodný správní orgán, který řídil Rusko roku 1917 po odstoupení cara Mikuláše II. za únorové revoluce až do říjnové revoluce.
Ruská prozatímní vláda se ustavila na základě mandátů poslední carské Státní dumy. Jejím úkolem bylo dovést zemi do demokratických voleb, ze kterých vzejde nové Ústavodárné shromáždění. Prvním předsedou vlády byl stoupenec konstituční monarchie (tzv. kadet), kníže Georgij Lvov, v červenci jej vystřídal socialista (eser) Alexandr Kerenskij. Vláda sídlila v petrohradském Zimním paláci a 14. září vyhlásila Ruskou republiku. Dne 7. listopadu (25. října juliánského kalendáře) vládu násilím svrhli bolševici, socialističtí radikálové vedení Leninem a Trockým. Svržení prozatímní vlády vedlo k uchopení moci bolševickou komunistickou stranou, občanské válce a později vzniku Sovětského svazu.

## Počáteční formace
Když car odstoupil, dvě soupeřící instituce, Duma a Petrohradský sovět, soupeřily o vládu. Car Mikuláš II. odstoupil 15. března a jako svého nástupce jmenoval svého bratra Michaila. Ten však titul cara následující den odmítl a předal vládu Prozatímní vládě.

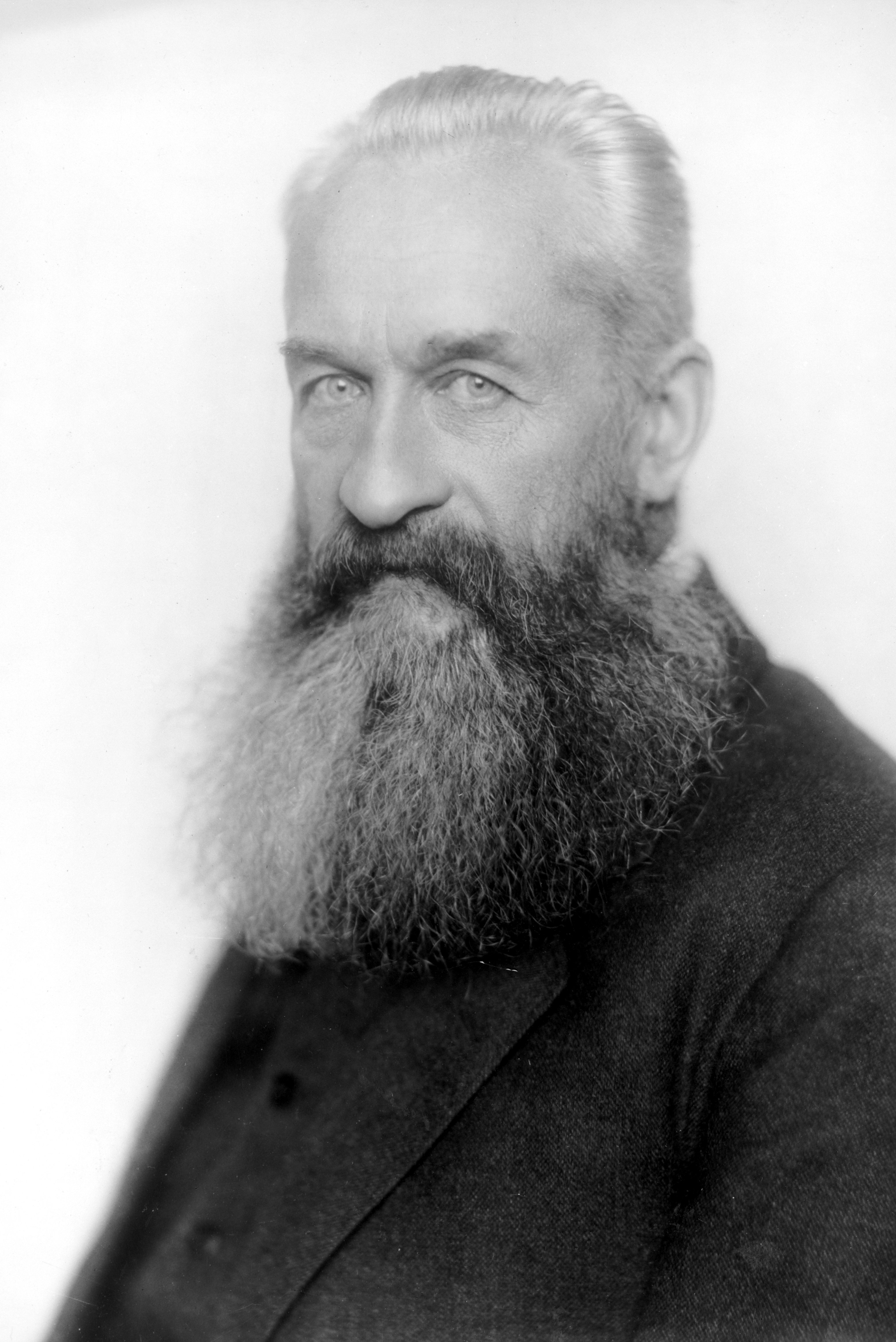
Georgij Lvov

Počáteční složení Prozatímní vlády:
| Funkce                              | Jméno              | Strana      |
| ----------------------------------- | ------------------ | ----------- |
| Premiér a ministr vnitra            | Georgij Lvov       | Kadet       |
| Ministr zahraničí                   | Pavel Miljukov     | Kadet       |
| Ministr války                       | Alexandr Gučkov    | Okťabrista  |
| Ministr dopravy                     | Nikolaj Někrasov   | Kadet       |
| Ministr průmyslu a obchodu          | Alexandr Konovalov | Pokrokář    |
| Ministr spravedlnosti               | Alexandr Kerenskij | Eser        |
| Ministr financí                     | Michail Těreščenko | Bezpartijní |
| Ministr školství                    | Andrej Manujlov    | Kadet       |
| Ministr zemědělství                 | Andrej Šingarev    | Kadet       |
| Oberprokurátor nejsvětějšího synodu | Vladimir Lvov      | Pokrokář    |

## Dubnová krize a první koaliční vláda
Dne 18. dubna slíbil ministr zahraničí Pavel Miljukov pokračování války "až do úplného vítězství". Následovaly masivní demonstrace pracovníků a vojáků, kteří byli bojem vyčerpaní. Demonstranti požadovali Miljukovovu rezignaci. Generál Lavr Kornilov chtěl nepokoje potlačit, Georgij Lvov však jakékoli násilí odmítl.
Prozatímní vláda nakonec přijala rezignaci Miljukova a Gučkova a k vládě bylo připojeno několik nových ministerstev.

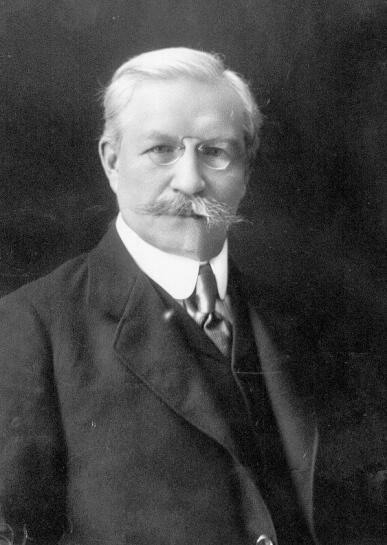
Pavel Miljukov

Složení první koaliční vlády:
| Funkce                              | Jméno              | Strana             |
| ----------------------------------- | ------------------ | ------------------ |
| Premiér a ministr vnitra            | Georgij Lvov       | Kadet              |
| Ministr zahraničí                   | Michail Těreščenko | Bezpartijní        |
| Ministr války                       | Alexandr Kerenskij | Eser               |
| Ministr dopravy                     | Nikolaj Někrasov   | Kadet              |
| Ministr průmyslu a obchodu          | Alexandr Konovalov | Pokrokář           |
| Ministr spravedlnosti               | Pavel Perevezev    | Eser               |
| Ministr financí                     | Andrej Šingarev    | Kadet              |
| Ministr školství                    | Andrej Manujlov    | Kadet              |
| Ministr zemědělství                 | Viktor Černov      | Eser               |
| Ministr pracovní síly               | Matvej Skobelev    | Menševik           |
| Ministr stravy                      | Alexej Pešechnov   | Národní socialista |
| Ministr pošty a telegrafů           | Iraklij Cereteli   | Menševik           |
| Oberprokurátor nejsvětějšího synodu | Vladimir Lvov      | Pokrokář           |

## Červencová krize a druhá koaliční vláda
Červencová krize trvala 16. až 20. července, kdy se vojáci a tovární dělníci i dělnice vzbouřili proti prozatímní vládě. Z této revolty byli dlouho obviňováni bolševici, jejich vůdce Vladimir Lenin se tak musel skrývat.
Krize nakonec vyvrcholila odstoupením Georgije Lvova z postu premiéra. Jeho nástupce se stal ministr války Alexandr Kerenskij.

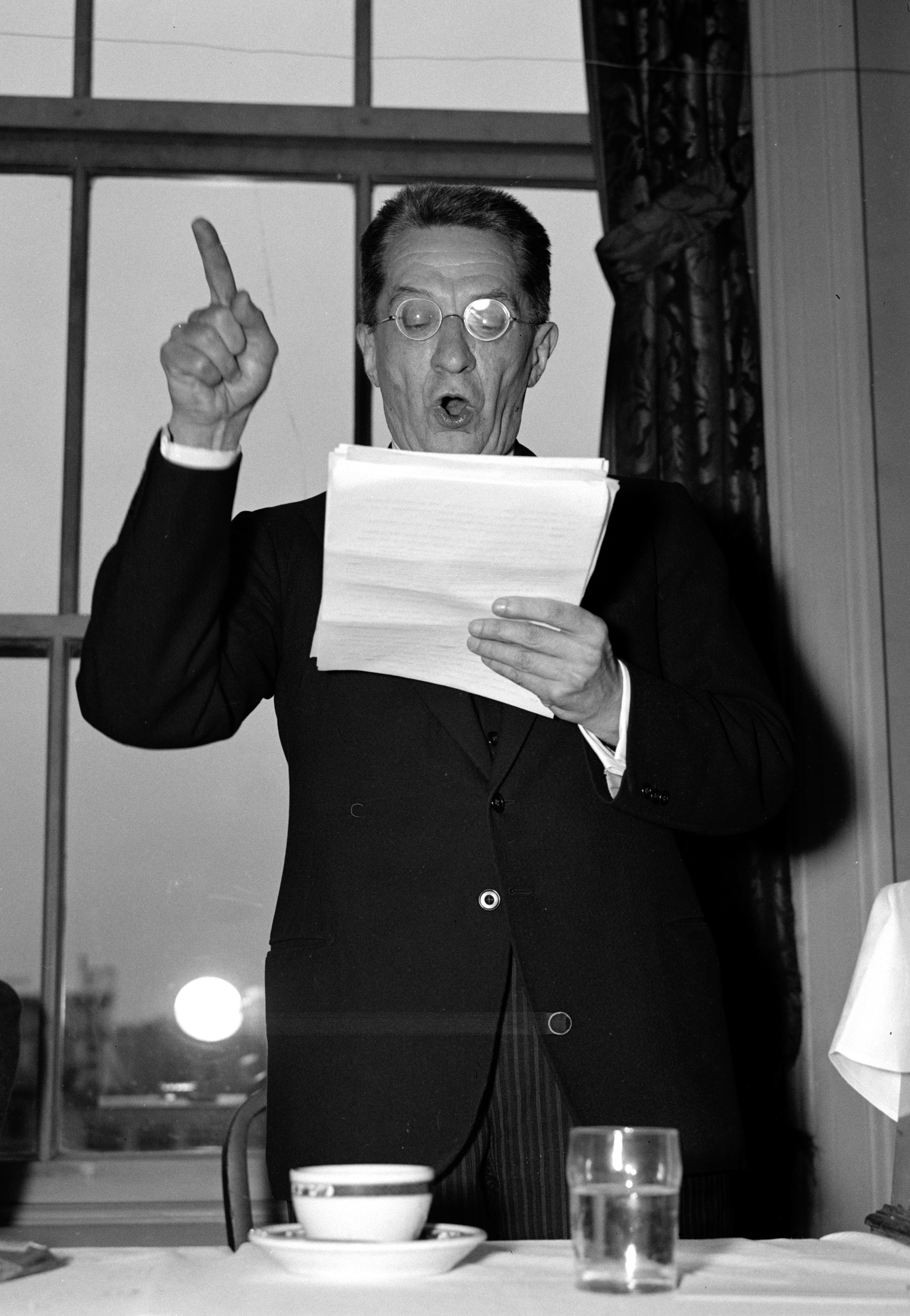
Alexandr Kerenskij

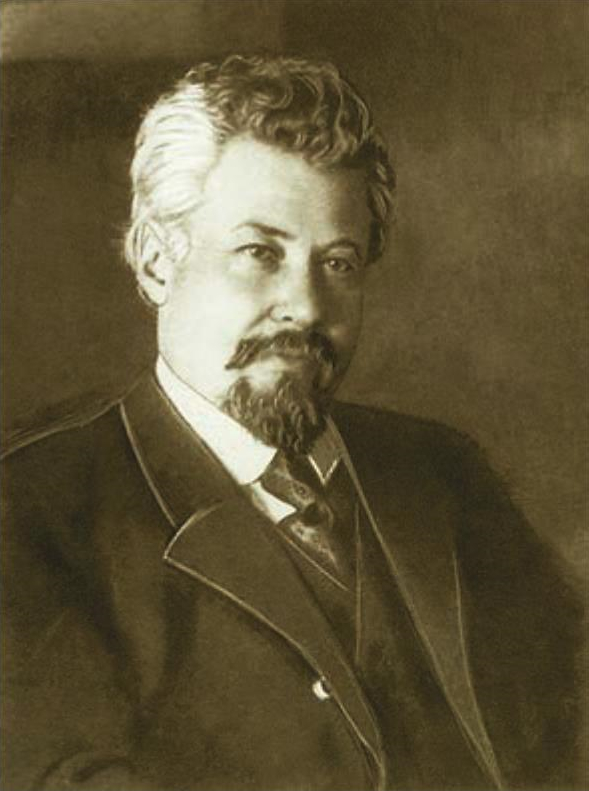
Viktor Černov

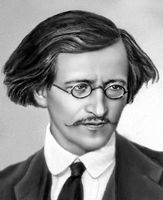
Vladimir Antonov-Ovsejenko

Druhá koalice:
| Funkce                              | Jméno              | Strana             |
| ----------------------------------- | ------------------ | ------------------ |
| Premiér a ministr války             | Alexandr Kerenskij | Eser               |
| Náměstek premiéra a ministr financí | Nikolaj Někrasov   | Kadet              |
| Ministr vnitra                      | Nikolaj Avksentjev | Eser               |
| Ministr dopravy                     | Pjotr Jurenev      | Kadet              |
| Ministr průmyslu a obchodu          | Sergej Prokopovič  | Bezpartijní        |
| Ministr spravedlnosti               | Alexandr Zarudnij  | Národní socialista |
| Ministr financí                     | Andrej Šingarev    | Kadet              |
| Ministr školství                    | Sergej Oldenburg   | Kadet              |
| Ministr zemědělství                 | Viktor Černov      | Eser               |
| Ministr pracovní síly               | Matvej Skobelev    | Menševik           |
| Ministr jídla                       | Alexej Pešechnov   | Národní socialista |
| Ministr zdravotnictví               | Ivan Jefremov      | Pokrokář           |
| Ministr pošty a telegrafů           | Alexej Nikitin     | Menševik           |
| Oberprokurátor nejsvětějšího synodu | Vladimir Lvov      | Pokrokář           |

Třetí koalice:
| Funkce                                         | Jméno                | Strana      |
| ---------------------------------------------- | -------------------- | ----------- |
| Premiér a ministr války                        | Alexandr Kerenskij   | Eser        |
| Náměstek premiéra a ministr průmyslu a obchodu | Alexandr Konovalov   | Bezpartijní |
| Ministr vnitra a pošty a telegrafů             | Alexej Nikitin       | Menševik    |
| Ministr zahraničí                              | Michail Těreščenko   | Bezpartijní |
| Ministr války                                  | Alexandr Verchovskij | Bezpartijní |
| Ministr námořnictva                            | Dmitrij Verderevskij | Bezpartijní |
| Ministr spravedlnosti                          | Pavel Maljantovič    | Menševik    |
| Ministr financí                                | Michail Bernackij    | Bezpartijní |
| Ministr dopravy                                | Alexandr Liverovskij | Bezpartijní |
| Ministr školství                               | Sergej Salazkin      | Bezpartijní |
| Ministr zemědělství                            | Semjon Maslov        | Eser        |
| Ministr pracovní síly                          | Kuzma Gvozdev        | Menševik    |
| Ministr jídla                                  | Sergej Prokopovič    | Bezpartijní |
| Ministr zdravotnictví                          | Nikolaj Kiškin       | Kadet       |
| Ministr pošty a telegrafů                      | Alexej Nikitin       | Menševik    |
| Ministr náboženství                            | Anton Kartašev       | Kadet       |

## Kornilovův puč
Generál Kornilov byl přesvědčen, že prozatímní vláda musí být reorganizována. V září prohlásil, že Kerenskij ho pověřil úkolem obnovit pořádek v Petrohradu a reorganizovat vládu. Kerenskij v tom viděl pokus o puč a Kornilova propustil. Po zhroucení puče byl Kornilov zatčen a uvězněn v Bychově.

## Říjnová revoluce
Jelikož žádná vláda nebyla schopna ukončit válku, získávali bolševici čím dál větší podporu veřejnosti. Jedním z nejpopulárnějších se kromě Lenina stal Lev Trockij, který se k bolševikům připojil v létě.
Revoluce začala 7. listopadu, což je 25. října dle starého, pravoslavného kalendáře - odtud označení říjnová. Tehdy nechal bolševik Vladimir Antonov-Ovsejenko vystřelit z křižníku Aurora salvu slepých nábojů. To byl signál pro Rudé gardy, které vtrhly do Zimního paláce. Kerenskij mezitím uprchl z města. Revolucí skončila úloha Prozatímní vlády, jejíž členové byli zatčeni.